# Luca Wolff
Pour les articles homonymes, voir Wolff.
Luca Wolff né le 23 novembre 2001, est un joueur allemand de hockey sur gazon. Il évolue au poste de défenseur au Pinoké et avec l'équipe nationale allemande.

## Carrière
Il a débuté en équipe première le 13 mai 2021 contre la Grande-Bretagne à Londres lors de la Ligue professionnelle 2020-2021.

## Palmarès
- : 2e à l'Euro U21 en 2022
- : 3e à la Ligue professionnelle 2020-2021